# Hell's Oasis

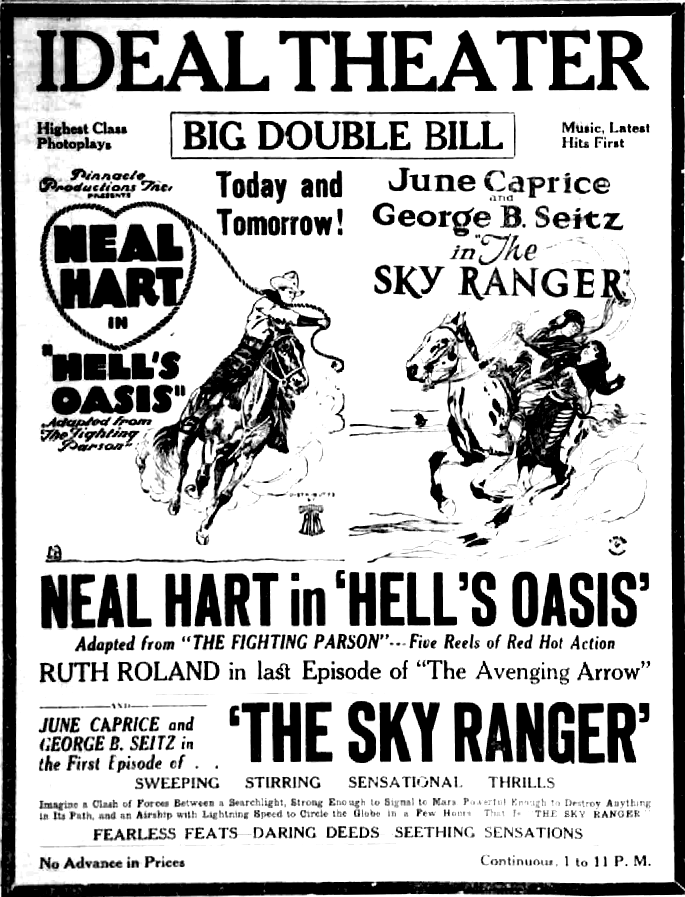
Affiche du film

Hell's Oasis est un film américain réalisé par Neal Hart et sorti en 1920.

## Fiche technique
- Réalisation : Neal Hart
- Production :  Pinnacle Productions
- Producteur : Hugh Woody
- Scénario : W.C. Tuttle d'après une pièce de William L. Roberts
- Durée : 50 minutes (5 bobines)
- Date de sortie : 1er octobre 1920 ( États-Unis)

## Distribution
- Neal Hart : Bob Spaulding
- William Quinn : Wolf Sims
- Hal Wilson : James Hardy
- Betty Brown : Mary Hardy
- John Tyke : Hawk Allen
- Inez Gomez : Luna
- Allen Smith : Dick